# Cleja
Cleja é uma comuna da ungherezi localizada no distrito de Bacău, na região de Moldávia. A comuna possui uma área de 54.56 km² e sua população era de 7060 habitantes segundo o censo de 2007.